# حوكمة الشركات لتقانة المعلومات
مبدأ حوكمة تقانة المعلومات مشتق من المبدأ الذي ساد عالمياً في المدة الأخيرة، والمسمى بحوكمة الشركات.
حوكمة الشركات: مجموعة من المسؤوليات والممارسات التي يقوم بها مجلس الإدارة والإدارة التنفيذية بهدف القيادة الإستراتيجية للشركة لضمان تحقيق الأهداف، وإدارة المخاطر على نحو ملائم والتحقق من أن موارد الشركة تستعمل جيداً.

## التعريف
تعني حوكمة تقنية المعلومات مجموعة المسؤوليات والممارسات التي يقوم بها مديرو نظم المعلومات بالتعاون مع المدارء التنفيذيين والإداريين لضمان أداء نظم تقنية المعلومات وإدارة المخاطر التي يمكن أن تحدث.

## الخلفية
هي جزء من حوكمة الشركات